# Hosokawa Tadaoki
En aquest nom japonès, el cognom és Hosokawa.
Hosokawa Tadaoki (细川忠兴, 28 de novembre de 1563 - 18 de gener de 1646) va ser un samurai del període Sengoku de la història del Japó.

## Biografia
Tadaoki va ser el més gran dels fills de Hosokawa Fujitaka i va lluitar la seva primera a l'edat de quinze anys sota el servei d'Oda Nobunaga. Va rebre la província de Tango el 1580 i poc després es va casar amb una de les filles d'Akechi Mitsuhide. El 1582 quan Mitsuhide va trair Nobunaga durant l'incident de Honnoji, aquest va buscar el seu suport però ho va negar, i posteriorment derrotat durant la batalla de Yamasaki.
Tadaoki va estar present en el bàndol de Toyotomi Hideyoshi durant la batalla de Komaki i Nagakute (1584) i en la campanya d'Odawara de 1590, on va prendre part en el setge de Nirayama. Durant la dècada de 1590 es va fer amic de Tokugawa Ieyasu, per la qual cosa es va aliar al seu exèrcit durant la batalla de Sekigahara el 1600 en contra de les tropes d'Ishida Mitsunari. Després de la batalla va ser recompensat amb el feu de Buzen, valorat en 370.000 koku.
Tadaoki va estar també present durant el setge d'Osaka (1614-1615), i va morir finalment en 1646.